# كلية الزراعة (جامعة أحمد بلو زاريا)
كلية الزراعة من ضمن الكليات الأربعة التي أنشئت مع تأسيس جامعة أحمد بلو زاريا عام 1962م. الكليات الثلاثة الأخريات هي كلية الهندسة، وكلية الحقوق وكلية العلوم. وتقع الكلية على بعد 1 كم من مدينة زاريا على طريق صوكتو. وقد ساعدت كلية الزراعة على إيجاد بحوث في مجال الزراعة والأغذية.

## تاريخ
تم إنشاء محطة سامارو (Samaru) للبحوث الزراعية في عام 1924م وبدأت مزرعة شيكا (Shika) للثروة الحيوانية في عام 1928م، وكلاهما شكلا المعهد البحوث الزراعية والمعهد الوطني لبحوث الإنتاج الحيواني وقسم الكليات الزراعية (Division of Agricultural Colleges) وكلية الزراعة. تأسست كلية الزراعة في أكتوبر 1962م كواحدة من أربع كليات رائدة في جامعة أحمدو بلو. في البداية، عملت الكلية كوحدة واحدة من دون تقسيم فرعي إلى أقسام. وفي العام الدراسي 1965/66، تم إنشاء أربعة أقسام وهي الاقتصاد الزراعي وعلم الاجتماع الريفي وعلوم الحيوان وعلوم النبات وعلوم التربة. في عام 1968م، تم اقتطاع قسم حماية المحاصيل من علم النبات بينما في عام 1970م، تم إنشاء قسم الهندسة الزراعية ليكون مسؤولاً عن جميع التدريس والبحوث في الهندسة الزراعية، حتى عام 1975م، عندما بدأ قسم الهندسة الزراعية. وأصبحت تضم الكلية سبعة أقسام (7)، ولكن في عام 1976م، تم نقل قسم الهندسة الزراعية إلى كلية الهندسة لتمكين خريجيها من التسجيل كمهندسين في نيجيريا. وعلى الرغم من هذا التغيير، فإن قسم الهندسة الزراعية ما زال مرتبطاً بكلية الزراعة.
وقد وافقت لجنة الجامعات الوطنية (National Universities Commision) وتنتظر دعوتنا للتحقق من أربعة أقسام جديدة: قسم الاقتصاد الزراعي والإرشاد الزراعي، وعلم الاجتماع الريفي، وقسم مصايد الأسماك، وقسم الغابات والحياة البرية. مع هذه الأقسام الجديدة، انتقلت الكلية من ستة (6) إلى ما مجموعه تسعة (9) أقسام.